# Petričko Selo
 Petričko Selo  falu Horvátországban Zágráb megyében. Közigazgatásilag Zsumberk községhez tartozik.

## Fekvése
Zágrábtól 41 km-re nyugatra, községközpontjától Kostanjevactól 8 km-re északra a Zsumberki-hegység déli lejtőin fekszik.

## Története
A település neve 1551-ben szerepel először a katonai szolgálatot ellátó uszkókok egyik oklevelében "Petritschauass" alakban. A 17. században három másik településsel együtt Petar Delišimunović birtoka lett. 1770-ben tíz család lakott itt. 1830-ban 9 házában 108 katolikus lakos élt, valamennyien a Delišimunović család alattvalói voltak. Ekkor a károlyvárosi katonai kerülethez tartozott. 1857-ben 113-an lakták. A Monarchia idején Kalje község része volt, a slunji kerülethez tartozott, majd a katonai kerületek megszüntetése után Zágráb vármegyéhez csatolták. 1907-ben a falu leégett, ekkor 23 ház állt itt. 1910-ben 133 lakosa volt. Trianon előtt Zágráb vármegye Jaskai járásához tartozott. A falu mellett az egykori buszmegállóhoz vezető úttal átellneben áll a falu legrégibb háza, mely még a Monarchia idején épült és egy vendéglősé volt. A II. világháború után itt működött az iskola, a posta, az anyakönyvi hivatal és a rendőrállomás. Ma a Maletić család tulajdona. A falunak 2011-ben 19  lakosa volt. Egyházilag a kaljei Szent Mihály plébániához tartozik. Lakói mezőgazdasággal, állattenyésztéssel, szőlőtermesztéssel foglalkoznak.

## Lakosság
| Lakosság változása | Lakosság változása | Lakosság változása | Lakosság változása | Lakosság változása | Lakosság változása | Lakosság változása | Lakosság változása | Lakosság változása | Lakosság változása | Lakosság változása | Lakosság változása | Lakosság változása | Lakosság változása | Lakosság változása | Lakosság változása |
| ------------------ | ------------------ | ------------------ | ------------------ | ------------------ | ------------------ | ------------------ | ------------------ | ------------------ | ------------------ | ------------------ | ------------------ | ------------------ | ------------------ | ------------------ | ------------------ |
| 1857               | 1869               | 1880               | 1890               | 1900               | 1910               | 1921               | 1931               | 1948               | 1953               | 1961               | 1971               | 1981               | 1991               | 2001               | 2011               |
| 113                | 122                | 118                | 136                | 155                | 133                | 113                | 136                | 134                | 124                | 110                | 105                | 70                 | 56                 | 28                 | 19                 |

## Külső hivatkozások
- Žumberak község hivatalos oldala
- A Zsumberki közösség honlapja
- A zsumberk-szamobori természetvédelmi park honlapja